# Сэр Найджел Лоринг
«Сэр Найджел Лоринг», в старом переводе «Сэр Найгель» (англ. Sir Nigel) — исторический роман Артура Конан Дойля, изданный в 1906 году. Книге хронологически предшествует роман «Белый Отряд» (1891) и имеет с ним общих героев — английского лучника йомена Сэмкина Эйлварда и сэра Найджела Лоринга.

## Сюжет
Роман повествует о юности главного героя книги Найджела Лоринга на службе у короля Англии, Нормандии и Аквитании Эдуарда III Английского (1327—1370) в начале Столетней Войны. Действие происходит на территории Англии, Франции, Бретани и в проливе Ла-Манш в 1349—1356 годах, во времена расцвета рыцарства.
В романе, написанном ярким живым языком, весьма интересно, но несколько идеализированно передана жизнь английских лучников и рыцарей того времени. В частности сам сэр Найджел Лоринг, небогатый дворянин, разоренный после неурожаев Великой Чумы и притесняемый местным аббатством, вынужденный продать часть семейных реликвий для покупки снаряжения и обрученный с невестой, на протяжении всего произведения отказывается брать пленников для получения выкупа (и даже часть добычи, собранной Эйлвардом в замке барона-разбойника) ради поддержания чести и участия в поединках и сражениях. 
Роман «Сэр Найджел» был написан через пятнадцать лет после романа «Белый отряд», хотя хронологически предшествует последнему и содержит ряд вопиющих разногласий с ним. Так, в романе «Сэр Найджел» лучник Сэмкин Эйлвард вступается за молодого Найджела Лоринга, попавшего под суд местного аббата, а затем становится его верным другом и оруженосцем, судьбой которого Найджел интересуется и после расставания. А в романе «Белый отряд» Сэмкин Эйлвард сам приходит наниматься на службу к Сэру Найджелу, и тот даже не вспоминает о былой дружбе и совместных приключениях, как будто бы их никогда и не было. В свою очередь, в романе «Сэр Найджел» главный герой — круглый сирота и воспитывается престарелой бабкой леди Эрментрудой, в романе же «Белый отряд» он, будучи уже мужчиной преклонных лет, откуда ни возьмись, обретает мать.

## Авторство
Подобных несовпадений в обоих романах предостаточно, что вызывает сомнения у некоторых литературоведов в едином авторстве Артура Конан Дойла. В частности, это послужило одной из причин, почему роман не был включён в первое опубликованное в СССР собрание сочинений писателя в восьми томах, выпущенное в 1966 году издательством «Правда» в качестве приложения к журналу «Огонёк». В обстоятельном предисловии Михаила Урнова к этому изданию он даже не упоминается. Хотя первый русский перевод романа, принадлежащий Е. М. Чистяковой-Вэр, вышел в дореволюционной России ещё в 1906 году в журнале «Вестник иностранной литературы».
Вместе с тем, в заключительной главе «Сэра Найджела», содержащей традиционные для неоромантической литературы ностальгические размышления автора по поводу рыцарского прошлого Англии, упоминаются приключения сэра Найджела после 1356 года, а затем говорится о его смерти и месте захоронения.

## Главные герои
- Найджел Лоринг — английский рыцарь.
- Мэри Баттесторн — дама сердца главного героя.
- Сэмкин Эйлвард — английский лучник.
- Поммерс, соловый конь.

## Другие персонажи
- Эрментруда Лоринг — бабушка главного героя.
- Эдит Баттесторн — младшая сестра леди Мэри Баттесторн.
- Джон Баттесторн — барон, отец леди Эдит и леди Мэри.
- Аббат Джон — настоятель Уэверлийской обители.
- Чёрный Саймон — копейщик английской армии.

## Исторические персонажи
- Эдуард III
- Эдуард Чёрный принц
- Сэр Джон Чандос
- Иоанн II (король Франции)